# شعيب الأثايب
شعيب الأثايب أو وادي لثايب هو واد في سراة بلاد بلقرن من جبال عفراء ومن جبال البظاظة حتى يرفد وادي شيبان من روافد وادي تبالة، ووادي أهنما من روافد وادي جمح، ويسكن أعاليه بادية الصهب من بلقرن.